# Marie-Claire Witlox
 (janvier 2019).
Si vous disposez d'ouvrages ou d'articles de référence ou si vous connaissez des sites web de qualité traitant du thème abordé ici, merci de compléter l'article en donnant les références utiles à sa vérifiabilité et en les liant à la section « Notes et références ».
Marie-Claire Witlox, née le 18 novembre 1977 à Bois-le-Duc, est une actrice néerlandaise.

## Filmographie

### Cinéma et téléfilms
- 2005 : Lieve lust (nl) : Monica
- 2007 : Draadstaal (nl) : Martine
- 2007 : Grijpstra & De Gier (nl) :  Carly
- 2011 : Hart tegen hard (nl) : Marijke
- 2015 : Force (nl) : Saskia de Maas
- 2015 : Clean Hands (nl) :  La vendeuse de l'agence de voyages
- 2018 : Rafaël (nl) :  La collègue de Annet
- 2018 : De dirigent (nl) : La musicienne

## Vie privée
Depuis 2005, elle est l'épouse de l'acteur et chanteur Jeroen van Koningsbrugge. Ensemble ils ont un fils et une fille.